# Lutz Backes

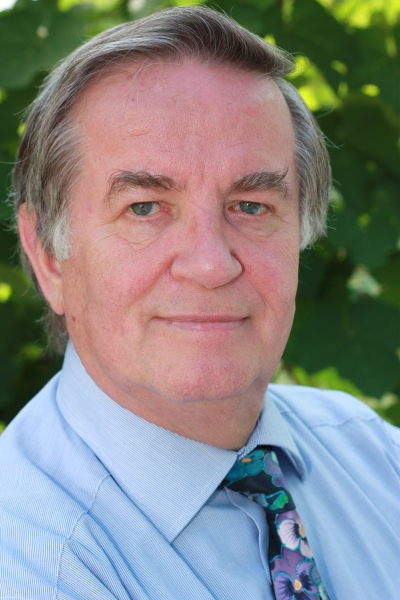
Lutz Backes (2008)

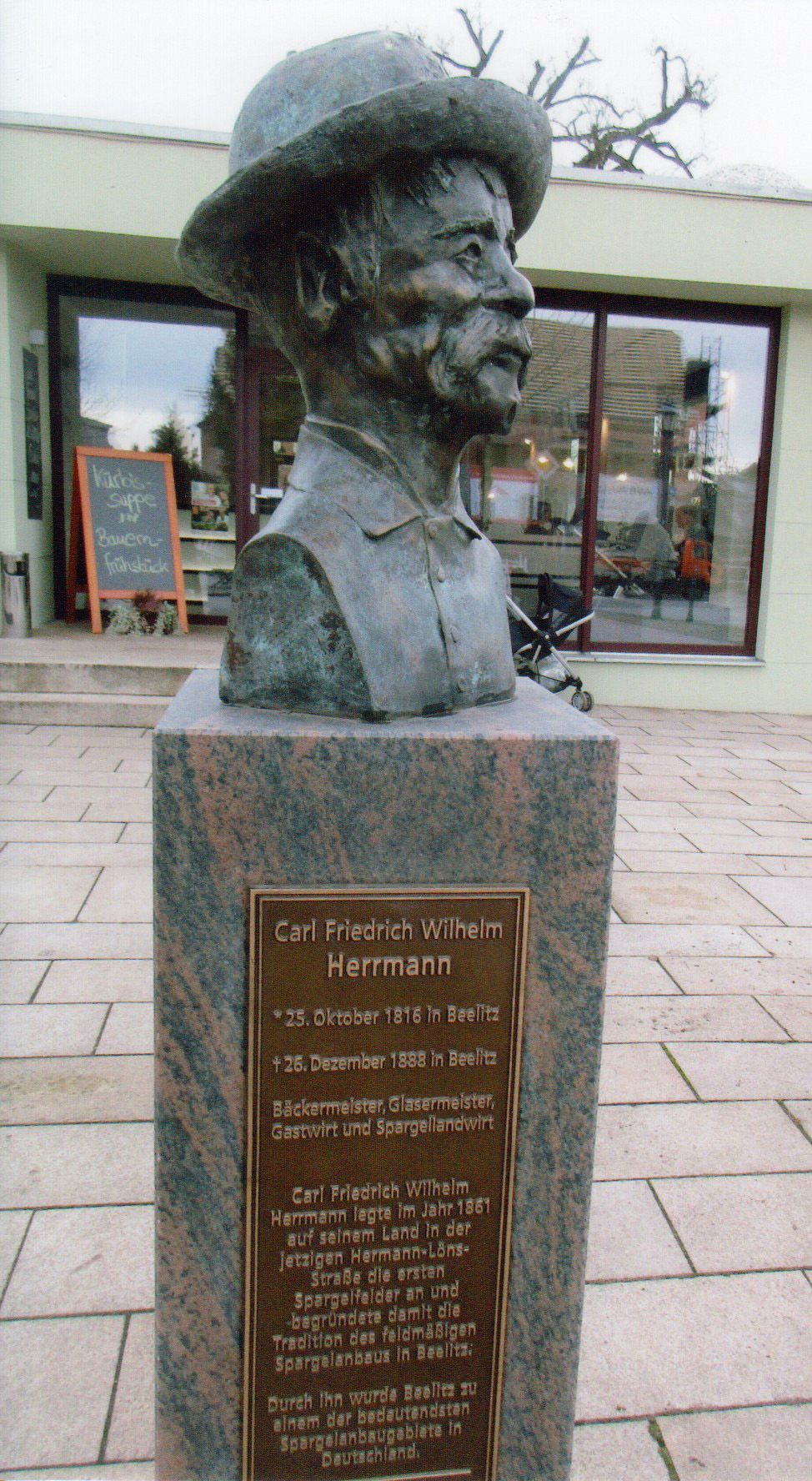
Bronzebüste des Spargelpioniers Carl Herrmann in Beelitz/Brandenburg

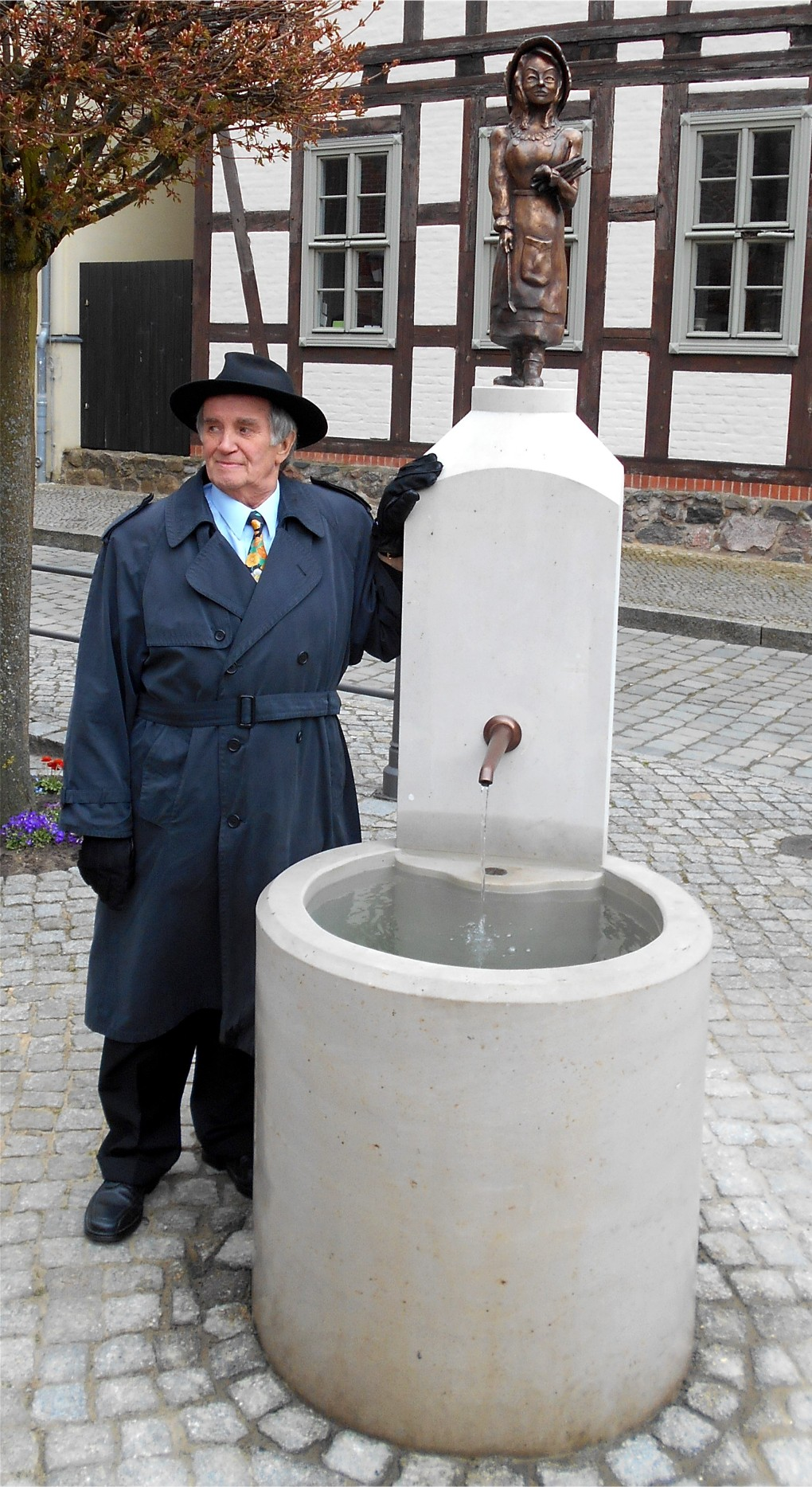
Lutz Backes neben seinem Brunnen mit Bronzefigur einer Spargelstecherin in Beelitz/Brandenburg zwischen Rathaus und Stadtpfarrkirche

Lutz Backes (auch Bubec; * 16. Juli 1938 in Mannheim) ist ein deutscher Karikaturist, Schnellzeichner, Schriftsteller und Bildhauer. Er lebt in Nürnberg.

## Leben
Der als Sohn des Bankdirektors und akademischen Kunstmalers Ernst M. Backes geborene Lutz Backes erlernte den Beruf eines Industriekaufmanns und studierte nebenbei am Nürnberger Konservatorium Sprechtechnik und Dramaturgie. Er versuchte sich in unterschiedlichen Berufen als Redakteur, Bankangestellter und Auktionator und wurde ab 1961 in Nürnberg (Neues Theater, Die Hintertreppe) als Schauspieler, Autor und Regisseur aktiv. Seine Szenenfolge Bis zum letzten Wutstropfen entfachte 1965 wegen des Nacktauftritts einer Schauspielerin einen Theaterskandal. Die Folge: 132 Aufführungen in Nürnberg, München und Stuttgart. Zu der Zeit war Backes bereits als Karikaturist aktiv. Seine Zeichnungen wurden in verschiedenen Publikationen in Deutschland und über eine US-Agentur auch weltweit unter dem Künstlernamen Bubec veröffentlicht. Ab 1977 engagierte ihn das Handelsblatt, Düsseldorf, exklusiv als Porträtkarikaturisten. Seine Rubrik Bubecs Zerr-spektive wurde über 25 Jahre zu einem Markenzeichen des Wirtschaftsblattes. In den 1960er Jahren wurde er zudem „Hauskarikaturist“ der Münchner Lach- und Schießgesellschaft.
1967 entwarf Backes durch Vermittlung seines Schulfreundes Gerd Dassler (Sohn des Unternehmers Rudolf Dassler) das Logo der Puma AG, heute eines der bekanntesten Markenlogos der Welt. 1981 stellte die Commerzbank seine Handelsblatt-Karikaturen aus, was so erfolgreich war, dass die Sammlung als Wanderausstellung 15 Jahre lang an 246 Orten gezeigt wurde. Ebenfalls über Jahre konnte Bubec seinen Weltrekord (Guinness-Buch der Rekorde) im Schnellzeichnen verteidigen. Als Show-Zeichner trat er in zwölf Ländern und in zahlreichen deutschen, italienischen, türkischen und bulgarischen Fernsehsendungen auf. Im Laufe der Jahre erschienen von Bubec ein Dutzend Karikaturenbände. Mehrfach wurde er beim Humorfestival („Salone dell’ Umorismo“) in Sanremo mit Goldenen Palmen ausgezeichnet. Zeitweise wirkte er als Gastdozent an der Grazer Universität für Innovation und Kreativität.
Seit den 1990er Jahren war Backes dann wieder als Kabarettist tätig. Mit der Chansonnette Barbara Sewien führte er mehrere literarisch-musikalische Kabarettprogramme auf. Als Autor veröffentlichte er drei Bücher und mehrere Boulevardkomödien, von denen die erste, Nasch mich, ich bin der Honig, in Mannheim drei Jahre lief und danach in der Schweiz, in Italien, den Niederlanden und in Belgien aufgeführt wurde. Backes war von 2002 bis 2008 zusätzlich Mitglied der Chefredaktion des EUROjournals pro management. Seit 2008 fertigt er vorwiegend Büsten und Skulpturen an, die er in Bronze gießen lässt.
Als Bildhauer steht Lutz Backes in der Tradition der Franzosen Jean-Pierre Dantan und Honoré Daumier. Diese Bildhauer, Grafiker und Karikaturisten schufen bedeutende revolutionäre politische und sozialkritische Karikaturen. Mit „schöpferischer Begabung und zeitkritischem Humor“ (so Museumsleiter Joe F. Bodenstein vom Museum Europäischer Kunst – dem früheren Museum Arno Breker im Schloss Nörvenich) modelliert Backes nun karikaturistische Bronze-Skulpturen. Erlernt hat Backes diese Kunst beim italienischen Karikaturisten und Bildhauer Giorgio Gabellini.
2023 verlieh Bundespräsident Frank-Walter Steinmeier Backes das Bundesverdienstkreuz am Bande. Sein besonderes Talent als Karikaturist habe er zum Wohl der Gesellschaft für Spendenaktionen an bedürftige Menschen und in besonderem Maße für Menschen mit Behinderung genutzt, teilt das zuständige Ministerium mit.

## Bronzeskulpturen in Museen und im öffentlichen Raum
- Beelitz: Denkmal für Carl Friedrich Wilhelm Herrmann, den „Spargelpionier“ der Stadt.[3]
- Beelitz: Spargel-Brunnen mit Bronzefigur einer Spargelstecherin
- Öffentliche Sammlung der Europäischen Kultur Stiftung (Deutschland, Schloss Nörvenich): Lebensgroße Bronzebüste der Film- und TV-Schauspielerin Sabrina Hodzic. Kleinporträts von Franz Josef Strauß, Willy Brandt und Herbert von Karajan.[4]
- Musée Carnavalet, Paris: Büste von Valéry Giscard d’Estaing
- Zeppelin-Museum, Friedrichshafen: Büste von Ferdinand Graf von Zeppelin
- Heinrich-Heine-Museum, Düsseldorf: Büste von Heinrich Heine
- Nürnberg: Herbert-Hisel-Denkmal
- Pfaffenhofen: Engelstatue für ein Familiengrab

## Einzelausstellungen
- Galerie Edelmann, Nürnberg, 1967 und 1969
- Kunstverein Erlangen, 1968
- Kulturkreis Pellerschloss, Nürnberg-Fischbach, 1968
- Parlamentarische Gesellschaft, Bonn, 1971
- Dresdner-Bank-Galerie Nürnberg und Hof, 1975
- Galerie Jule Hammer, Berlin, 1975
- Commerzbank-Galerien (Wanderausstellung, ab 1977 in 246 Orten)
- Städtische Galerie Villa Streccius, Landau 1979
- Pfalzgalerie, Kaiserslautern 1979
- Olympia, London, 1982 und 1983
- Harumi, Tokio, 1984
- Schweizerische Kreditanstalt (SKA), Zürich, 1984
- Commerzbank-Galerie, Wall Street, New York, 1985
- Galerie Dalù, Hollywood, 1990
- Galerie artec n°1, Mannheim, 1998
- Kulturverein Hockenheim, 2005
- Städtische Galerie Schifferstadt, 2006
- Städtische Galerie Schwetzingen, 2007
- Museum „Schwarzes Roß“ Hilpoltstein, 2010
- Städtische Galerie Hirschberg, 2012
- Museum Trabzon (Türkei), 2013
- Städtische Galerie Villa Meixner, Brühl/Baden, 2014
- Museum Europäischer Kunst (Nörvenich): „Porträts und Konterfeis“ (Studio-Ausstellung), 2015

## Theaterstücke
- Bis zum letzten Wutstropfen. 1965
- Ene-Mene-Mink-Mank. 1966
- Nasch mich, ich bin der Honig. 1996
- Perlicke, Perlacke. 2000
- Morgen bleibt alles anders. 2005
- Der falsche Schein. 2007
- Circus in der Bank. 2010
- Die Morde des Giuseppe Verdi. 2018
- Mozart googeln. Musikkomödie 2021

## Kabarett-Programme
- Mensch ändere dich nicht. 1988
- Gebet einer Jungfrau zu 4 Händen mit Übergriffen. 1996
- Davon geht die Welt nicht unter. 1999
- Mach kää Bosse. 1999
- Ein falscher Fuffziger. 2003
- Pälzer Blut is kää Buddermilch. 2005
- Pinke-Pinke – Die Jagd nach dem Kleingeld. 2006
- Wenn nachts die Liebe schreit. 2016

## Schriften
- WETTERFROSCHNOSEN. Kommentare zur allgemeinen Wetterlage von Prof. Frosch in kurpfälzisch gereimt und mit vielen Karikaturen von BUBEC
- Aufs Maul geäugt. VLE, Erlangen 1968.
- Kopfjagd. Edelmann, Nürnberg 1969.
- Die Pracht am Rhein. Lutz Backes und Jürgen Scheller. VLE, Erlangen 1973.
- Showt-her wir sind’s. eine heitere Starparade von Rudi Büttner und Lutz Backes. Oberfränkische Verlagsanstalt, 1974.
- Personiflage. Luzifer Edition, Döhlau 1981.
- Bonner Zitatenschatz. Umschau, Frankfurt 1984, ISBN 3-524-88008-8.
- Gedicht aus Bonn. Illustrationen zum Buch von Volker Kühn. Rowohlt, Reinbek 1985, ISBN 3-499-15617-2.
- Lacher, Löcher, Lampenfieber. Rowohlt, Reinbek 1990, ISBN 3-499-12564-1.
- Köpfe mit Köpfchen. 50 Jahre Buchmesse Frankfurt und ihre Autoren gesehen von Karikaturist Bubec. Vorwort von Christiane Herzog. Schimper-Verlag, Schwetzingen 1998, ISBN 3-87742-132-6.
- Koppodunum. K. F. Schimper Verlag, Schwetzingen 1998, ISBN 3-87742-124-5.
- Kurpfälzer Köpfe. K. F. Schimper Verlag, Schwetzingen 1999, ISBN 3-87742-143-1.
- Die Morde des Giuseppe Verdi. Zollhaus, Düsseldorf 2005, ISBN 3-923328-16-8.
- Beelitzer Köpfe … und Tröpfe. Antonia Edition, Nürnberg 2014.
- J. F. Bodenstein: Lutz Backes – das Bildhauerische Werk. Antonia-Edition, Nürnberg 2015.
- Lutz Backes – Büsten und Statuetten. herausgegeben von Raymund Heller. Antonia-Edition, Nürnberg 2017.
- Heiligenscheine und Scheinheilige. Cartoons. Antonia-Edition, Nürnberg 2019.
- Fränkische Köpfe. Von Albrecht Dürer bis Markus Söder. Verlag PH. C. W. Schmidt, Neustadt an der Aisch 2022. ISBN 978-3-87707-256-1

## Auszeichnungen
- 1973: Preis der Stadt Bordighera
- 1974: Il-Mangia-Preis, Siena
- 1975: Preis des Italienischen Kulturministers
- 1977: 6. Preis der Weltausstellung Montreal/Kanada
- 1977: Preis des Türkischen Presseamts
- 1979: Gewinner der Weltausstellung Montreal/Kanada
- 1981: Silberne Dattel, Salone dell’Umorismo, Sanremo
- 1989: Venedig-Preis
- 1990: Goldene Dattel, Salone dell’Umorismo, Sanremo
- 1991: Goldene Palme, Salone dell’Umorismo, Sanremo (für das Lebenswerk)
- 1999: Goldene Palme, Salone dell’Umorismo, Sanremo (in der Sparte Letteratura illustrata für das Buch Köpfe mit Köpfchen)
- 2007: Eintrag ins Goldene Buch der Stadt Schwetzingen
- 2012: Eintrag ins Goldene Buch der Stadt Beelitz
- 2023: Verdienstkreuz am Bande des Verdienstordens der Bundesrepublik Deutschland